# Episodi di Indirizzo permanente (sesta stagione)
La sesta stagione della serie televisiva Indirizzo permanente è andata in onda negli Stati Uniti dal 20 settembre 1963 al 7 febbraio 1964 sulla ABC.
| nº | Titolo originale       | Prima TV USA      | Titolo italiano | Prima TV Italia |
| -- | ---------------------- | ----------------- | --------------- | --------------- |
| 1  | 5: Part 1              | 20 settembre 1963 |                 |                 |
| 2  | 5: Part 2              | 27 settembre 1963 |                 |                 |
| 3  | 5: Part 3              | 4 ottobre 1963    |                 |                 |
| 4  | 5: Part 4              | 11 ottobre 1963   |                 |                 |
| 5  | 5: The Conclusion      | 18 ottobre 1963   |                 |                 |
| 6  | White Lie              | 25 ottobre 1963   |                 |                 |
| 7  | 88 Bars                | 1º novembre 1963  |                 |                 |
| 8  | Don't Wait for Me      | 8 novembre 1963   |                 |                 |
| 9  | By His Own Verdict     | 15 novembre 1963  |                 |                 |
| 10 | Deposit with Caution   | 29 novembre 1963  |                 |                 |
| 11 | The Toy Jungle         | 6 dicembre 1963   |                 |                 |
| 12 | The Fumble             | 13 dicembre 1963  |                 |                 |
| 13 | Bonus Baby             | 20 dicembre 1963  |                 |                 |
| 14 | Paper Chase            | 27 dicembre 1963  |                 |                 |
| 15 | Lover's Lane           | 3 gennaio 1964    |                 |                 |
| 16 | Alimony League         | 10 gennaio 1964   |                 |                 |
| 17 | Not Such a Simple Knot | 17 gennaio 1964   |                 |                 |
| 18 | The Target             | 24 gennaio 1964   |                 |                 |
| 19 | Dead as the 'Dude'     | 31 gennaio 1964   |                 |                 |
| 20 | Queen of the Cats      | 7 febbraio 1964   |                 |                 |

## 5: Part 1
- Prima televisiva: 20 settembre 1963

### Trama
- Guest star: Walter Slezak (Oskar Pauker), William Shatner (Paul De Vinger), Ed Wynn (Fergenstein), Clint Walker (Cal Jasper), Luther Adler (Thomas Allen), Tony Bennett (Maximillian), Jacques Bergerac (ispettore Claude Duprez), Victor Buono (Victor Traymund), Richard Conte (detective Butter), Wally Cox (Harold Harrison), George Jessel (Schleussel), Brian Keith (sergente Patrick Cohan), Leonid Kinskey (Pete Kramer), Peter Lorre (Gypsy), Larry D. Mann (Andy Marion), Herbert Marshall (padre Anthony), Diane McBain (Carla Stevens), Burgess Meredith (Vincent Marion), Jimmy Murphy (Leroy), Gene Nelson (Lindstrom), Lloyd Nolan (colonnello David Watkins), Marisa Pavan (Anna), Charles H. Radilak (Clown), Patricia Rainier (Eva Stehlik), Cesar Romero (Lorenzo Cestari), Telly Savalas (Brother Hendricksen), Joseph Schildkraut (Mr. Stehlik), Keenan Wynn (Lolly)

## 5: Part 2
- Prima televisiva: 27 settembre 1963

### Trama
- Guest star: Patricia Rainier (Eva Stehlik), Charles H. Radilak (Clown), Walter Slezak (Oskar Pauker), William Shatner (Paul De Vinger), Victor Buono (Victor Traymund), Richard Conte (detective Butter), Wally Cox (Harold Harrison), George Jessel (Schleussel), Leonid Kinskey (Pete Kramer), Larry D. Mann (Andy Marion), Diane McBain (Carla Stevens), Burgess Meredith (Vincent Marion), Jimmy Murphy (Leroy), Gene Nelson (Lindstrom), Marisa Pavan (Anna), Clint Walker (Cal Jasper)

## 5: Part 3
- Prima televisiva: 4 ottobre 1963

### Trama
- Guest star: Joseph Schildkraut (Mr. Stehlik), Patricia Rainier (Eva Stehlik), Walter Slezak (Oskar Pauker), William Shatner (Paul De Vinger), Luther Adler (Thomas Allen), Richard Conte (detective Butter), Larry D. Mann (Andy Marion), Diane McBain (Carla Stevens), Burgess Meredith (Vincent Marion), Jimmy Murphy (Leroy), Gene Nelson (Lindstrom), Lloyd Nolan (colonnello David Watkins), Marisa Pavan (Anna), Charles H. Radilak (Clown), Keenan Wynn (Lolly)

## 5: Part 4
- Prima televisiva: 11 ottobre 1963

### Trama
- Guest star: Charles H. Radilak (Clown), Marisa Pavan (Anna), Telly Savalas (Brother Hendricksen), Cesar Romero (Lorenzo Cestari), Luther Adler (Thomas Allen), Tony Bennett (Maximillian), Jacques Bergerac (ispettore Claude Duprez), Richard Conte (detective Butter), Wally Cox (Harold Harrison), Burgess Meredith (Vincent Marion), Jimmy Murphy (Leroy), Gene Nelson (Lindstrom), Lloyd Nolan (colonnello David Watkins), Walter Slezak (Oskar Pauker)

## 5: The Conclusion
- Prima televisiva: 18 ottobre 1963

### Trama
- Guest star: William Shatner (Paul De Vinger), Charles H. Radilak (Clown), Clint Walker (Cal Jasper), Walter Slezak (Oskar Pauker), Tony Bennett (Maximillian), Jacques Bergerac (ispettore Claude Duprez), Richard Conte (detective Butter), Brian Keith (sergente Patrick Cohan), Larry D. Mann (Andy Marion), Diane McBain (Carla Stevens), Burgess Meredith (Vincent Marion), Jimmy Murphy (Leroy), Gene Nelson (Lindstrom), Lloyd Nolan (colonnello David Watkins), Marisa Pavan (Anna), William Conrad (Bystander)

## White Lie
- Prima televisiva: 25 ottobre 1963

### Trama
- Guest star: Kim Hamilton (Letha), Elisabeth Fraser (Molly), Elizabeth Montgomery (Charlotte Delaville), Harry Hickox (Ralph Verner), Gene Evans (Sam Welden), Juanita Moore (Celia Jackson)

## 88 Bars
- Prima televisiva: 1º novembre 1963

### Trama
- Guest star: Charles Fredericks (barista), Art Balinger (Lieut. Tate), DeForest Kelley (Phil Wingate), Carmelo Manto (Mario), Cloris Leachman (Connie Wingate), Joanna Barnes (Lisa Cabot), Bobby Troup (Vic Connors), Linda Watkins (Trini), Lee Van Cleef (Majeski), Grace Lee Whitney (Natasha), Barry Kelley (Art Keller), Anthony Eustrel (Mainwaring)

## Don't Wait for Me
- Prima televisiva: 8 novembre 1963

### Trama
- Guest star: Brenda Scott (Sharin Patterson), Phillip Pine (Phil Agnesi), Jo Van Fleet (Jane Patterson), Gus Trikonis (Marco Costa), Joan Swift (ragazza)

## By His Own Verdict
- Prima televisiva: 15 novembre 1963

### Trama
- Guest star: Barbara Bain (Rachel Dent), Jay Adler (Bennie), Billy E. Hughes (Boy in wheelchair), Joseph Cotten (Arnold Buhler), Nick Adams (Max Dent), Karl Swenson (Marty Kline)

## Deposit with Caution
- Prima televisiva: 29 novembre 1963

### Trama
- Guest star: John Gabriel (Stan Venable), Ted de Corsia (Blackie), Nancy Malone (Kathy Frazier), Virginia Gregg (Trudie), Glenn Cannon (Denny Skipton), Jean Carson (Viola Dorn), Booth Colman (Walter Dorn), Harold J. Stone (tenente John Frazier)

## The Toy Jungle
- Prima televisiva: 6 dicembre 1963

### Trama
- Guest star: Henry Gibson (Eddie), Pat Crowley (Doris Devlin), Russell Johnson (Harry Devlin), Jerry Hausner (Willie Kearney), Robert Clarke (Vince Santell), Cliff Osmond (Sam Reardon)

## The Fumble
- Prima televisiva: 13 dicembre 1963

### Trama
- Guest star: Sue Ane Langdon (Jana), Gail Kobe (Diana Carmichael), Joan Staley (Hannah), Robert F. Simon (Frank Harrison), Stacy Harris (Paul Lundeen), Joan Swift (ragazza)

## Bonus Baby
- Prima televisiva: 20 dicembre 1963

### Trama
- Guest star: Penny Santon (Rosa Pucci), Al Ruscio (Pete Malatesta), Ray Teal (capitano Hobart), Naomi Stevens (Italian Woman), Michael Constantine (Sylvio Fiore), Frank DeKova (Dino Malatesta), James Farentino (Joe Fiore), Paul Mantee (Nick Malatesta), Simon Oakland (Antonio Malfi), Lili Valenty (Mama Fiore)

## Paper Chase
- Prima televisiva: 27 dicembre 1963

### Trama
- Guest star: Elena Verdugo (Karen Keddy), Barbara Stuart (Marla Reilly), David White (Jasper Clinton), Virginia Vincent (Kitty Corcoran), Med Flory (Paul Keddy), Lisa Gaye (Laura Keddy), Barbara Hines (Gloria Peyton), Nina Shipman (Maggie Dolan), Jean Willes (Francie Vollmer)

## Lover's Lane
- Prima televisiva: 3 gennaio 1964

### Trama
- Guest star: Preston Foster ('Boss' Gates), Hampton Fancher (Chuck Gates Jr.), Beverly Washburn (Dorrie Lang), Tom Holland, Charles McGraw (tenente Jack Starkey), Yvonne Craig (Tina Nichols), Bruce Dern (Ralph Wheeler), Paula Winslowe, Than Wyenn

## Alimony League
- Prima televisiva: 10 gennaio 1964

### Trama
- Guest star: Diana Millay (Francie O'Hara), Julie Adams (Anne Kenzie), Natalie Trundy, Art Koulias, Lloyd Corrigan (Jerry Kenzie), Roxane Berard, Kathie Browne (Betty Kenzie), Joan Staley (Hannah), Betty Lou Gerson, Ben Wright

## Not Such a Simple Knot
- Prima televisiva: 17 gennaio 1964

### Trama
- Guest star: Roy Roberts (Driscoll), Ruta Lee (Vicki), Dan Tobin (Les Cook), Joan Staley (Hannah), Pat Cardi (Skip Barnes), Rhys Williams (zio Molnar)

## The Target
- Prima televisiva: 24 gennaio 1964

### Trama
- Guest star: Ray Montgomery, Forrest Lewis, Jeanne Cooper (Gina Cassel), Hal Baylor, Suzi Carnell (Sharon Carnovan), Lyle Talbot (Tatum), Lawrence Dobkin, Joan Staley (Hannah), Keith Andes (Frank Cassel), Les Tremayne (Warde)

## Dead as the 'Dude'
- Prima televisiva: 31 gennaio 1964

### Trama
- Guest star: Robert Colbert (McHenry), Diane Brewster (Gloria Townsend), Sarah Marshall (Harriet), Reginald Gardiner (Maudlim), Jo Morrow (Ventura)

## Queen of the Cats
- Prima televisiva: 7 febbraio 1964

### Trama
- Guest star: Parley Baer (Charlie Cornwall), Steve Ihnat (Buddy), Virginia Gregg (Helen Johnson), Jena Engstrom (Marian Armstrong), Paula Raymond (Robbie)